# 宋平
宋 平（そう へい、ソン・ピン、1917年4月24日 - ）は、中華人民共和国の政治家。原名は宋延平。

## 来歴
1934年、北平大学（現在の北京大学）農学部に入学し、後に清華大学に転入。1936年、学生の愛国組織である「中華民族解放先鋒隊」に参加。翌1937年、中国共産党に入党。日中戦争終結後、国共内戦が始まるまでの間、周恩来の秘書を務めた。
1952年以降、国家計画委員会委員や副主任を歴任。後に中国西北部での活動に従事し、中国共産党中央西北局委員や西北局計画委員会主任などを務める。
1972年、甘粛省党委員会書記兼革命委員会副主任（副省長）に就任し、1977年6月に同省の党委第一書記兼革命委員会主任（省長）に昇格。第一書記時代（1977年6月 - 1981年1月）に胡錦濤、温家宝ら30代の若手を庁長クラスに抜擢、胡錦濤は中国共産主義青年団で幹部育成プログラムへの参加を薦められ、温家宝は後に中央入りした。
1981年に国家計画委員会に移り、第一副主任（副大臣級）となる。1982年9月の第12回党大会で中央委員に当選。1983年6月、国家計画委員会主任（大臣級）に昇格し、国務委員（副首相級）を兼任。1987年5月、党中央組織部長に就任し、同年11月の第13期1中全会で党中央政治局委員に選出される。1989年6月、天安門事件を受けて開催された第13期4中全会において中央政治局常務委員に昇格。
1992年9月、第14回党大会で引退。胡錦濤を江沢民党総書記の後継者に推薦する。鄧小平も同意し、胡錦濤は49歳で政治局常務委員となった。
万里死後は100歳を超える中国共産党の最長老の一人で元老筆頭となっている。
2015年の中国人民抗日戦争・世界反ファシズム戦争勝利70周年記念式典に壇上の中国共産党幹部で唯一習近平総書記と同じ黒い人民服を着用し、サングラスをかけて現れて健在ぶりをアピール。2022年9月12日には珍しく教育・高齢者基金の会合に姿を見せ、改革開放の堅持を訴えたが、これは2017年に習近平が行った新年の挨拶から取ったものであり、翌年以降に保守主義に転じ改革開放を訴えなくなった習近平への牽制とも受け止められ、その後中国国内では9月末には宋平の改革開放に関する発言の記事はネット上で閲覧ができなくなった。10月16日に開催された中国共産党党大会の開幕式には出席している。